# Takahashi (fiume)
Il Takahashi (高梁川 Takahashigawa) è un fiume del Giappone, il più grande nella parte occidentale della prefettura di Okayama. È, insieme ai suoi affluenti, uno dei tre principali bacini di drenaggio della prefettura di Okayama (gli altri sono quelli dei fiumi Yoshii ed Ashai).
Attraversa le città di Niimi, Takahashi, Sōja, e Kurashiki presso la quale sfocia nel Mare Interno.
Il suo principale affluente è il fiume Nariwa.